# Erik Olson
Erik Olson (* 9. Mai 1901 in Halmstad, Halland; † 15. Februar 1986) war ein schwedischer Maler. 

## Leben und Werk
Gemeinsam mit seinem älteren Bruder Axel (1899–1986) entwickelte Erik Olson bereits früh ein Interesse am Malen und Zeichnen. Bereits 1919 hatte er, zusammen mit seinem Bruder und seinem Cousin Waldemar Lorentzon, eine erste Ausstellung in Halmstad. Anfang 1924 reiste er mit Lorentzon nach Paris, wo er von 1924 bis 1935, unterbrochen von einer Reise nach Italien und dem schwedischen Militärdienst, lebte. Er studierte an der Academie Modern bei Amédée Ozenfant von 1924 bis 1927 und war ein Schüler von Fernand Léger. Olson gründete 1929 mit seinem Bruder Axel, Waldemar Lorentzon, Stellan Möller und anderen, die Künstlervereinigung Halmstadsgruppen. Er trat wenige Jahre später in Paris konkretistischen Zirkeln bei und malte geometrische Kompositionen. Ende der 1930er Jahre malte er seine ersten surrealistischen Arbeiten. 1931 schloss sich zwar der Gruppe Abstraction-Création (Abstraction-Creation) an, doch er wandte sich mehr und mehr dem Surrealismus zu, der in Paris durch Salvador Dalí eine Blütezeit erreichte. Olson vermittelte dieser Trend auch an die anderen Mitglieder der Halmstad-Gruppe. Im Jahr 1934 wurde er Mitglied der surrealistischen Gruppe Gravitation in Paris. Träume und visionäre Erlebnisse begleiteten Erik Olson zeit seines Lebens und er legte großen Wert auf die künstlerische Gestaltung dieser Visionen, die er mit nordischen Traditionen verband.
1935 wechselt er von Paris nach Kopenhagen und schloss sich den dänischen Surrealisten an. Im folgenden Jahr übersiedelte er in das Fischerdorf Taarbæk außerhalb von Kopenhagen und beteiligt sich an internationalen surrealistischen Ausstellungen in London im Jahre 1936 und 1937. Anfang der 1940er Jahre begann er mit malerischen Experimenten im postimpressionistischer Stil. 1944 zieht er nach Halmstad zurück.
1959 fand Erik Olson den Weg zur katholischen Kirche und konvertierte. Die letzten Jahre seines Lebens waren von kirchlichen Aufträgen ausgefüllt. Viele Kirchenfenster und Altarbilder in Schweden stammen aus seiner Werkstatt. 1959 schuf er für die neu eingeweihte St-Clemens-Kirche in Halmstad vier Fenster. Weitere Kirchenfenster entwarf er für Laholm. 1977 malte er ein Triptychon für die Vatikanischen Museen in Rom.

## Ausstellungen
- 1983: mit Axel Olson: Ysads Konstmuseum, Schweden
- Mjellby Konstmuseum, Halmstad (Dauerausstellung mit der Halmstadgruppen)
- 2011/2012: Waldemarsudde (Stockholm)